# شون برايس
شون برايس (بالإنجليزية: Sean Price)‏ هو رابر أمريكي، ولد في 17 مارس 1972 في بروكلين في الولايات المتحدة، وتوفي بنفس المكان في 8 أغسطس 2015.

## وصلات خارجية
- الموقع الرسمي
- شون برايس على موقع IMDb (الإنجليزية)
- شون برايس على موقع ميوزك برينز (الإنجليزية)
- شون برايس على موقع أول ميوزيك (الإنجليزية)
- شون برايس على موقع ديسكوغز (الإنجليزية)